# Cleisomeria
Cleisomeria é um género botânico pertencente à família das orquídeas (Orchidaceae).